# Amvrossiïvka
Amvrossiïvka (en ukrainien : Амвросіївка, en russe : Амвросиевка, Amvrossievka) est une ville de l'oblast de Donetsk, en Ukraine qui fait partie de la république populaire de Donetsk. Sa population s'élevait à 18 413 habitants en 2017.

## Géographie
Amvrossiïvka est située à 54 km au sud-est de Donetsk et à 29 km au sud de Torez, dans le Donbass. La ville est arrosée par le petit fleuve côtier Mokriï Elantchik, qui se jette au sud dans la mer d'Azov.

### Communauté urbaine
La ville regroupe autour d'elle une communauté urbaine, notamment composée au nord de la commune urbaine de Novoamvrossiïvske, au sud-ouest celle de Kopani.

## Histoire
Amvrossiïvka a été fondée en 1869 autour d'une gare ferroviaire. En 1896, une cimenterie y a été construite. Deux autres cimenteries ont été établies par la suite. Dans les années 1930, le ciment d'Amvrossiïvka fut employé pour la construction du Combinat métallurgique de Magnitogorsk, des nouvelles usines de tracteurs de Stalingrad et de Kharkov, du barrage DnieproGuES, du métro de Moscou, etc. Amvrossiïvka a le statut de ville depuis 1938. Pendant la Seconde Guerre mondiale, la ville est occupée par l'Allemagne nazie du 22 octobre 1941 au 23 août 1943.
En 2014, Amvrossiïvka est le théâtre d'affrontements pendant le conflit de l'Est de l'Ukraine, surtout au mois de juin où elle est soumise à des tirs d'artillerie de la part des forces gouvernementales, provoquant ainsi des morts du côté des insurgés russophones, selon une agence de presse russe.

## Population
Recensements ou estimations de la majoritairement russophone population :
| 1926* | 1939*  | 1959*  | 1970*  | 1979*  | 1989*  | 2001*  |
| ----- | ------ | ------ | ------ | ------ | ------ | ------ |
| 2 839 | 15 001 | 20 037 | 24 330 | 24 406 | 23 951 | 22 130 |

| 2011   | 2012   | 2013   | 2014   | 2015   | 2016   | 2017   |
| ------ | ------ | ------ | ------ | ------ | ------ | ------ |
| 19 238 | 19 021 | 18 832 | 18 682 | 18 501 | 18 420 | 18 413 |

## Économie
La principale entreprise d'Amvrossiïvka est la cimenterie Amvrossiïvky tsementny kombinat (Амвросіївський цементний комбінат).